# Der Mann, der seinen Mörder Sucht
Der Mann, der seinen Mörder sucht (L’home a la recerc del seu assassí) és un pel·lícula de comèdia alemanya del 1931 dirigida per Robert Siodmak i protagonitzada per Heinz Rühmann, Lien Deyers i Hans Leibelt. La pel·lícula està parcialment perduda; dels 9 actes originals només en queden cinc (50 minuts). Va ser un dels primers papers principals de la propera estrella alemanya Heinz Rühmann. El coguionista Billy Wilder estava al començament de la seva llarga carrera. Es va rodar als Estudis Babelsberg de Berlín i es va estrenar al Gloria-Palast de la ciutat. Els decorats de la pel·lícula van ser dissenyats pel director d'art Robert Herlth i Walter Röhrig. Va ser refet el 1952 com a Man lebt nur einmal.

## Argument
Hans Herfort vol suïcidar-se. Per això paga un lladre perquè el mati. Tanmateix, quan coneix la bella Kitty, de sobte ja no vol morir. Busca desesperadament el lladre, però al seu torn ha subcontractat la feina a un autèntic sicari.

## Repartiment
- Heinz Rühmann com a Hans Herfort
- Lien Deyers com a Kitty
- Raimund Janitschek com Otto Kuttlapp
- Hans Leibelt com Adamowski
- Hermann Speelmans com a Jim
- Friedrich Hollaender com a president de 'Weisse Weste'
- Gerhard Bienert com a policia
- Eugen Boral com a membre de 'Weisse Weste'
- Otti Dietze com a posada
- Victor Palfi com a amic de Hans
- Greta Keller com a cantant
- Franz Fiedler
- Eberhard Mack
- Erik Schuetz
- Roland Varno
- Wolfgang von Waltershausen
- Hermann Blaß
- Fritz Odemar